# Penisola arabica
La penisola arabica, penisola araba o Arabia (in arabo جزيرة العرب‎?, Jazīrat al-ʿArab, ossia "Penisola (o Isola) degli Arabi") è un vasto sub-continente trapezoidale che a nord confina con il deserto siriano, a ovest con il mar Rosso, a sud con l'oceano Indiano e a est con il golfo Persico: gli arabi e la terra che essi abitano prendono nome dal Wadi Araba, che segnava il confine tra essi e le civiltà del Vicino Oriente, e venivano perciò così chiamati dai vicini popoli civilizzati.
Dal punto di vista geologico è un subcontinente, distaccatosi dalla placca africana per effetto delle attività vulcaniche ancora presenti nell'area dell'antistante Dancalia e osservabili nelle estese formazioni basaltiche (dette ḥarra) circostanti l'area urbana di Medina. Massima elevazione dell'intera penisola è il Jabal an Nabi Shu'ayb, alto 3.760 m s.l.m., situato nello Yemen settentrionale. Caratterizzata da vasti e inospitali deserti e da una ancor più grande estensione di terre steppose, la penisola arabica conosce un regime di piogge assai limitato, tale da far classificare l'intera area come arida o semi-arida.

## Geografia politica

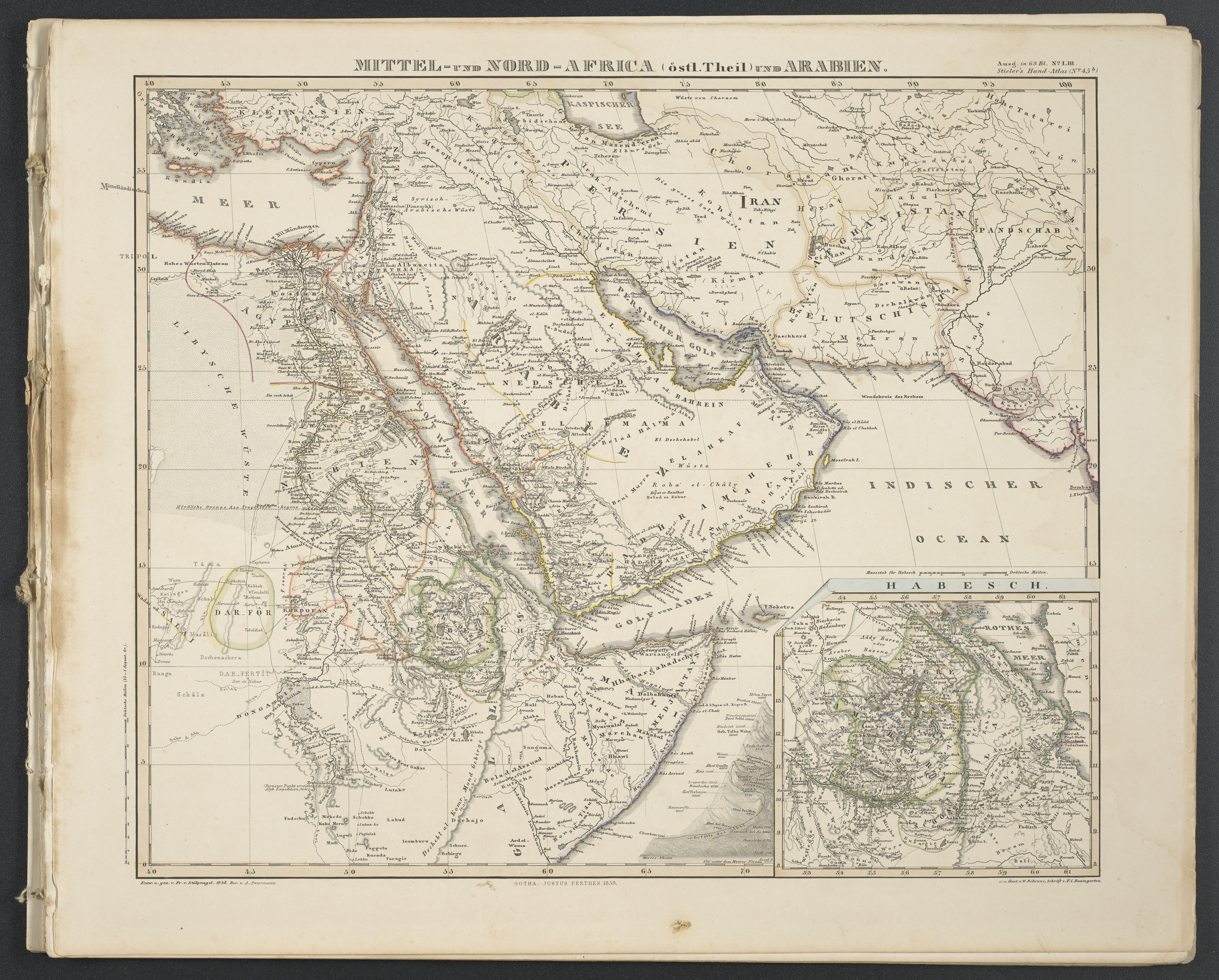
Carta dell'Arabia

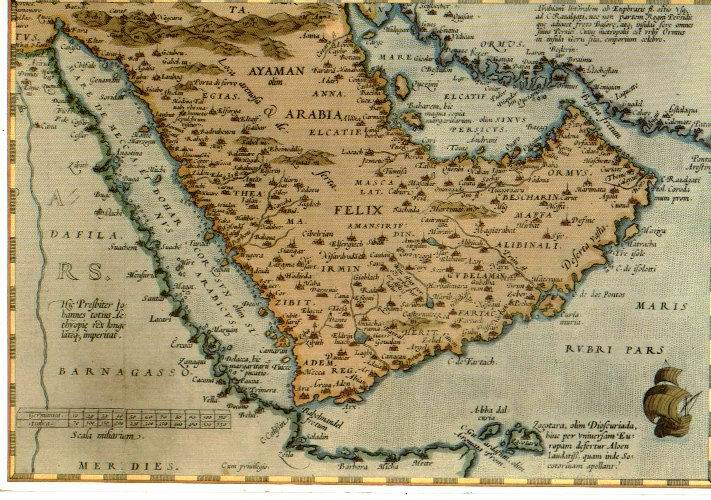
Carta dell'Arabia

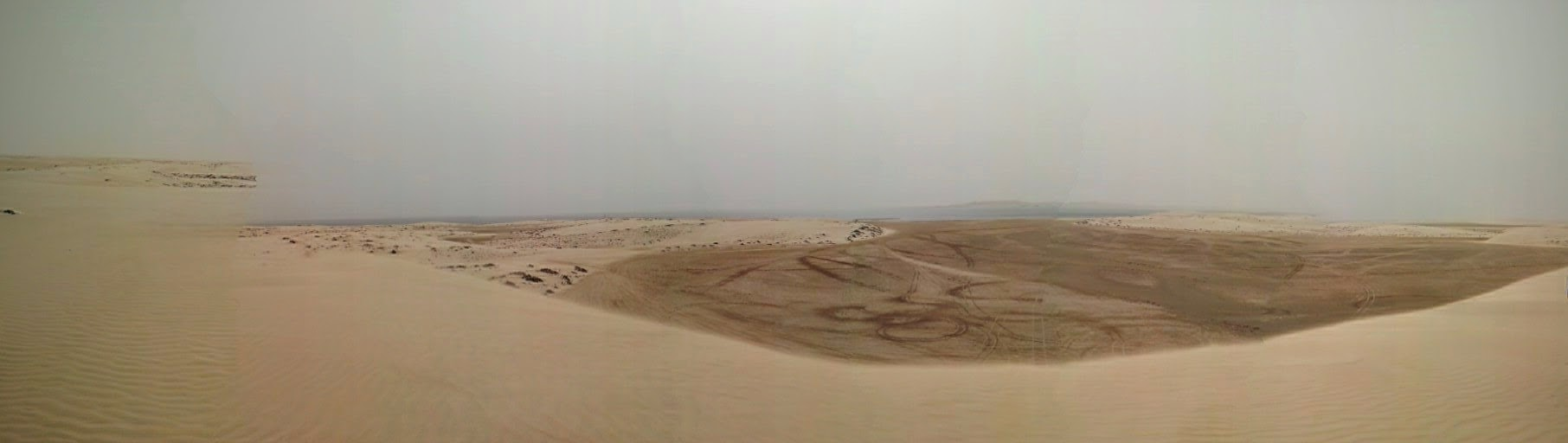
Deserto a Doha

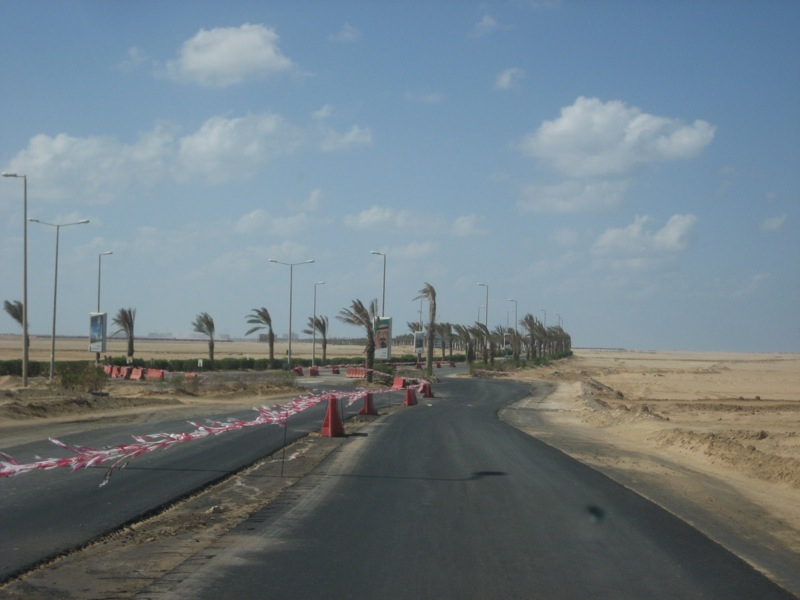
Strada d'entrata alla città commerciale di re Abdullah, in Arabia Saudita

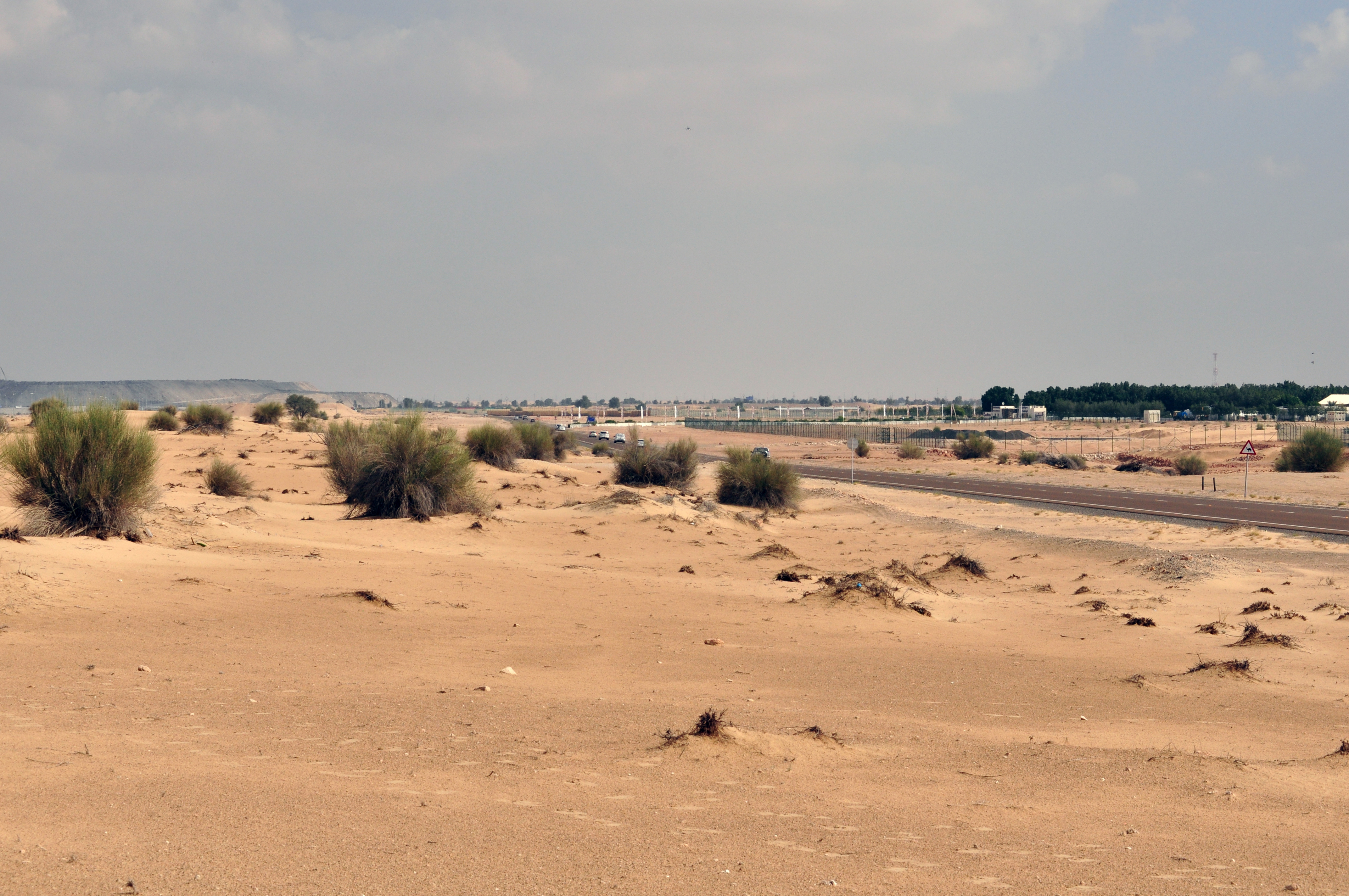
Zona desertica negli Emirati Arabi Uniti

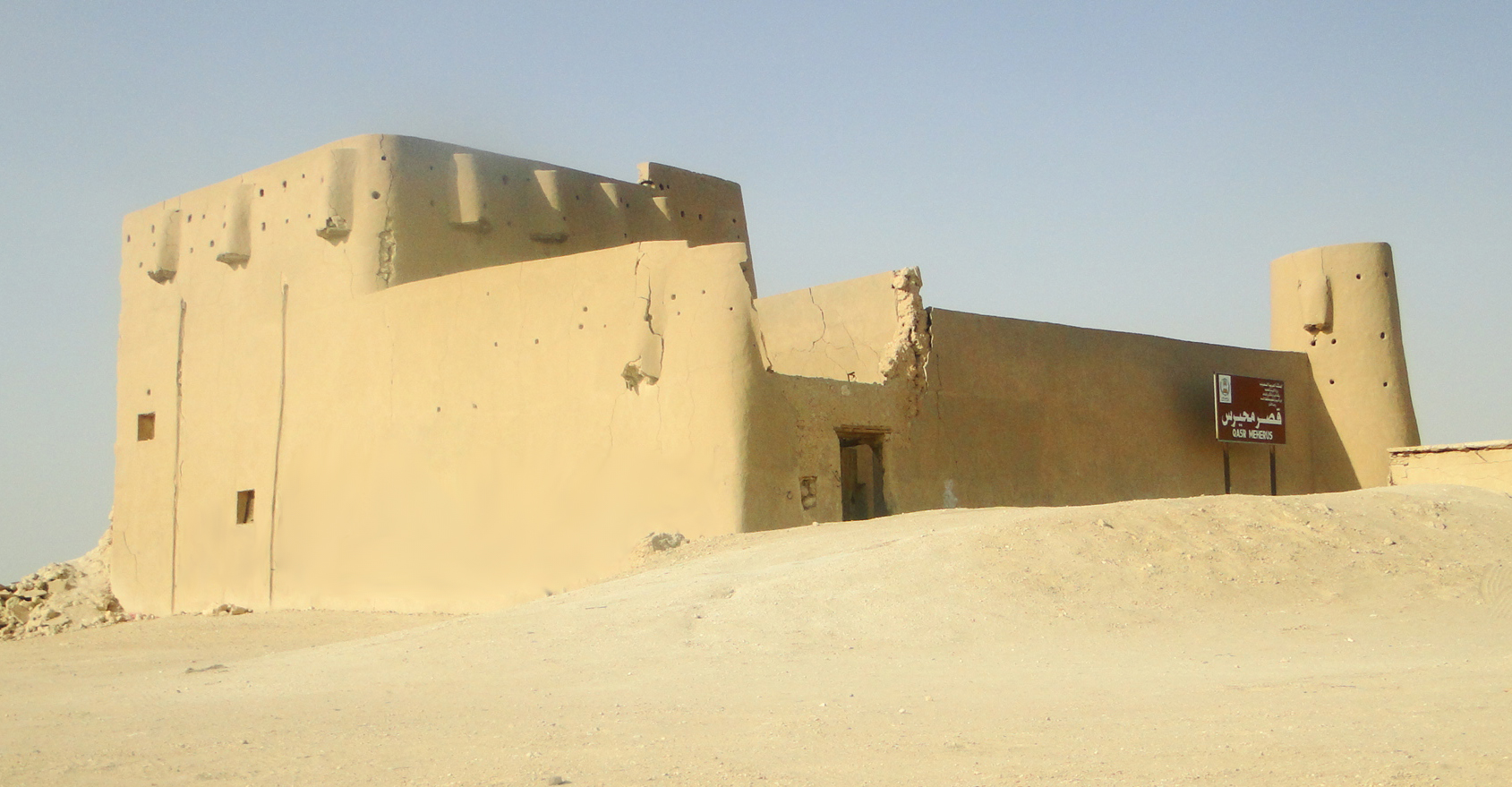
Castello Qasr meherus

Appartengono alla penisola araba i seguenti sette Stati:
| Stato               | Capitale          | Superficie (Km2) | Popolazione |
| ------------------- | ----------------- | ---------------- | ----------- |
| Arabia Saudita      | Riad              | 2 149 690        | 33 413 600  |
| Kuwait              | Madinat al-Kuwait | 17 818           | 4 348 395   |
| Bahrein             | Manama            | 750              | 1 261 835   |
| Emirati Arabi Uniti | Abu Dhabi         | 82 880           | 9 346 000   |
| Qatar               | Doha              | 11 000           | 1 758 793   |
| Oman                | Mascate           | 309 501          | 3 632 444   |
| Yemen               | Ṣanʿāʾ            | 527 970          | 24 052 514  |

## Storia

### Storia antica
Sede storica probabile della cultura araba, già nel II millennio a.C. (seguendo la più probabile cronologia alta) la Penisola araba ha espresso una raffinatissima "civiltà idraulica" con i Sabei (una traccia dei quali affiora nel racconto biblico della Regina di Saba), con gli abitanti del Hadramawt, del Qatabān, di Awsān e con i Minei, prima che nell'Arabia meridionale si affermasse il Regno neo-sabeo di Himyar. Tutti specializzati nei traffici che coinvolgevano categorie merceologiche locali d'interesse alimentare, cosmetico, farmacologico e, più di tutte, liturgico-devozionale. Queste ultime vanno sotto il generico nome di "incenso" ed erano fin dall'antichità assai ricercate per la celebrazione dei riti religiosi in area mediterranea e in quella mesopotamica e iranica.
Gli Himyariti (i romani Homerites) che precedettero l'Islam - sorto alla Mecca ma sviluppatosi politicamente e ideologicamente assai più a Medina - si piegarono politicamente e religiosamente ad esso nel corso del VII secolo d.C., epoca in cui il secondo califfo dell'Islàm, ʿUmar ibn al-Khaṭṭāb decretò non dovesse essere più concessa stabile residenza ai non musulmani nell'intera Penisola: ordine che conobbe tuttavia numerose eccezioni, ben documentate dai cronisti e dagli storici arabi.

### L'Arabia centrale e occidentale
Fino al VII secolo, i nomadi della penisola araba settentrionale erano caratterizzati dal tribalismo, il cui modo di produzione era rappresentato dai limitati commerci interarabi e, in pari misura, dalle depredazioni, o ghazw, in arabo ﻏﺰﻭة‎?.
In questo contesto ogni tribù identificava un suo rappresentante/portavoce in uno sceicco, scelto dagli anziani tra i più autorevoli capi-clan illustratisi in imprese belliche e dotati di un considerevole patrimonio. Lo sceicco si consultava con un Consiglio di anziani, o majlis, composto dai capi dei lignaggi, nel rispetto puntuale del quadro normativo tradizionale del gruppo (la Sunna, vale a dire la "prassi degli antenati").
La somma delle virtù dell'Arabo era la muruwwa e la vendetta era un diritto e un dovere previsto e regolamentato. La religione nelle aree centrali e occidentali arabiche si basava su tre divinità, Manat, al-Uzza e Allat, quest'ultima citata anche da Erodoto, subordinate ad un Dio più importante, Allah. Poi vi era un'infinità di spiriti, o genii (jinn ), oltre a divinità minori, rappresentate da rocce, alberi o alture. Predominante era l'enoteismo, per cui ogni tribù aveva una divinità protettrice, senza negare l'esistenza di altre divinità protettrici di altri gruppi umani.
Se Najrān, in area yemenita, era il principale centro cristiano ed ellenistico della regione, a Yathrib, futura Medina, predominava invece la cultura ebraica, grazie ai rifugiati israeliti giunti in Ḥijāz probabilmente in seguito alla Diaspora. Lo stato di costante ostilità tra Bizantini e Persiani portò entrambi a cercare di difendere i loro territori sfruttando l'interposizione garantita da due Stati vassalli, entrambi cristiani monofisiti, uno nestoriano e l'altro giacobita: i regni dei Ghassanidi e quello lakhmide di al-Ḥīra.
Sono del 529 le prime notizie sui Ghassanidi, il cui filarca - Aretas in greco e al-Ḥārith in arabo - ricevette onori e riconoscimenti da Giustiniano come compenso per la fedeltà dimostrata. Il confine della filarchia era fissato da Bisanzio sul fiume siriano del Yarmuk. Attorno al 630 l'imperatore Eraclio, costretto dalla costosa guerra contro i Persiani di Cosroe II, ridusse i sussidi ai Ghassanidi, scontentandoli, proprio mentre l'Islam cominciava a mostrare la sua potenza e la sua capacità penetrativa nell'area siro-palestinese.
Il regno arabo lakhmide di al-Ḥīra - anch'esso di orientamento cristiano e intriso di elementi ellenistici - sorgeva invece a ridosso dell'Iraq, ed era vassallo dell'Impero sasanide. Le sue componenti militari lottarono a fianco dei Persiani contro Bisanzio, come i Ghassanidi combattevano con Costantinopoli contro la Persia. Il massimo dello splendore di al-Ḥīra fu raggiunto sotto Mundhir III, contemporaneo del monarca ghassanide al-Ḥārith. La dinastia dei Lakhmidi fu abbattuta nel 602 da Cosroe II, dopo essersi ribellata alla Persia e la regione divenne provincia persiana fino al 633.
Tra il 602 e il 628 si combatté la grande guerra romano-persiana. I due colossi s'indebolirono in questo conflitto, gettando l'Egitto e la Siria in un profondo stato di caos, per opera delle costanti incursioni dei Persiani, che provocarono l'abbandono della via di commercio tra Siria e Mesopotamia, a tutto vantaggio della via del mar Rosso, che percorreva anche la lunga linea costiera del Ḥijāz.
La Mecca approfittò della situazione e divenne una città commerciale di un certo rilievo, dotata com'era anche dell'approdo marittimo poco distante da Gedda. I Quraysh, tribù dominante di Mecca, erano i principali organizzatori di grandi carovane e nella loro città davano vita a grandi fiere annuali (mawṣim) che rivaleggiavano con quella principale di ʿUkāz. I Quraysh - che avevano in passato assoggetato le tribù che avevano dominato la città, come i Banū Jurhum - si distinguevano nei più potenti "Quraysh dell'interno" e nei più poveri "Quraysh dell'esterno".

### Storia islamica
Con La Mecca e Medina (che avevano abbracciato l'islam tra il 610 e il 630) l'Arabia si guadagnò una crescente centralità per tutto il periodo trentennale in cui in quest'ultima città rimase la capitale del Califfato dei Rāshidūn. Col quarto Califfo, ʿAlī b. Abī Ṭālib (che si trasferì a Kūfa) e con gli Omayyadi e gli Abbasidi, il baricentro politico islamico si spostò però dapprima in Siria (con Damasco capitale califfale) e, dal 750, in Mesopotamia, con Baghdad nuova capitale del Califfato, fino alla sua caduta nel 1258 ad opera dei Mongoli di Hulegu, quando l'istituto califfale era da tempo in gravissima e irrimediabile crisi.
Il baricentro religioso rimase invece stabilmente nel Ḥijāz, con La Mecca e la Kaʿba centri di riferimento per il mondo musulmano e con Medina a lungo città dove di preferenza vissero i discendenti del profeta Maometto (l'Ahl al-Bayt).

### La "rinascita" del XX secolo

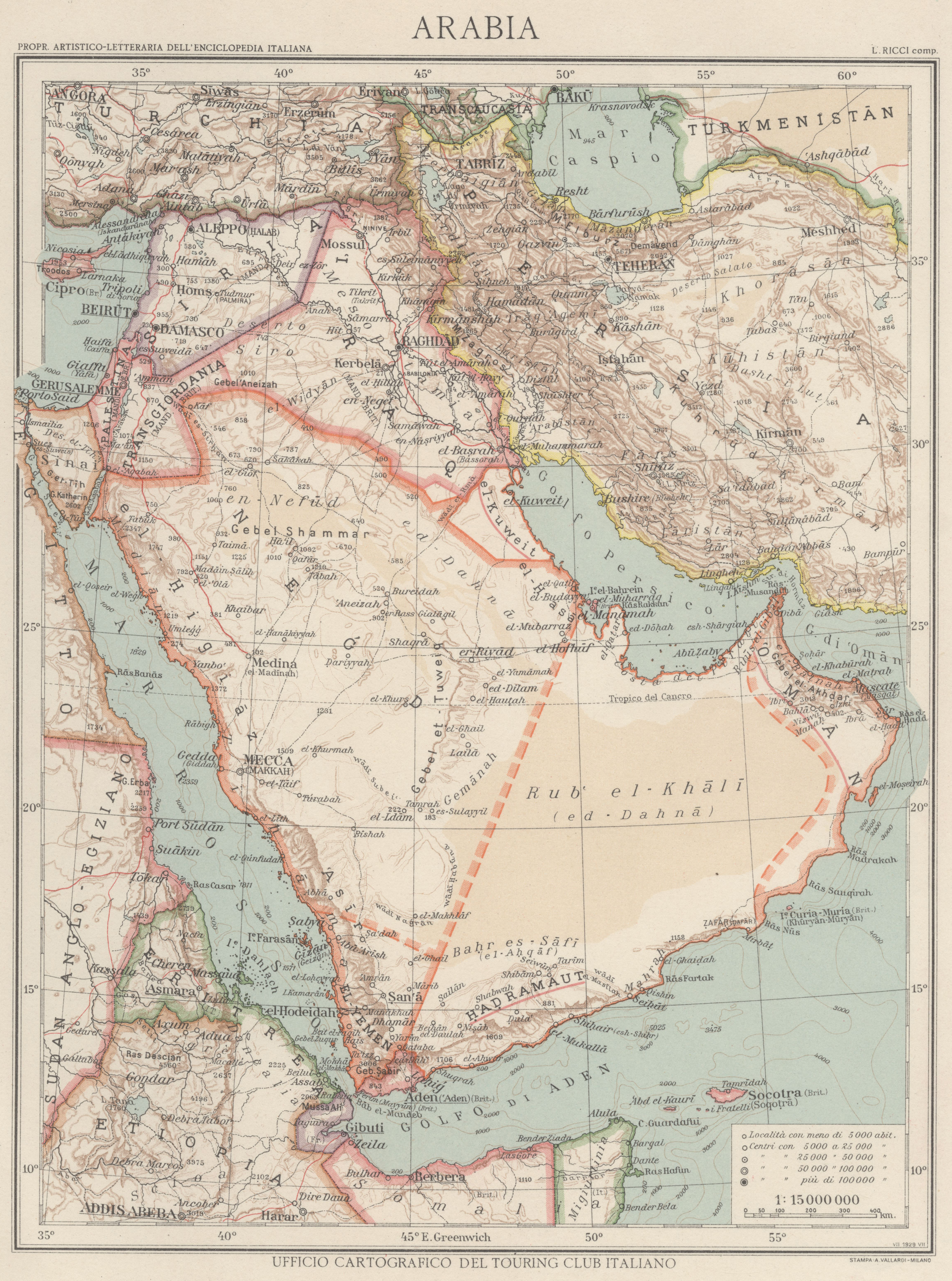
Elementi fisici e politici dell'Arabia nel 1929

Tra il XII e il XX secolo l'Arabia fu del tutto marginale politicamente, e rimase teatro dei confronti di piccolo momento tra le varie dinastie beduine e dei piccoli emirati e sultanati esistenti. Ai primi del XX secolo però la crescente potenza della dinastia saudita permise al Sultano del Najd, ʿAbd al-ʿAzīz dell'Āl Saʿūd, di piegare il Regno hascemita del Hijaz e di dar vita al nuovo regno dell'Arabia Saudita, destinato a svolgere un ruolo sempre più importante a livello internazionale a causa del rinvenimento di giganteschi giacimenti di petrolio, in grado di muovere sui mercati finanziari masse sempre più ingenti e significative di cosiddetti petrodollari, derivanti appunto dai vertiginosi introiti delle vendite di greggio all'estero. All'Arabia Saudita si aggiunsero gli altri Stati peninsulari produttori di petrolio, dal Kuwait al Qatar, dal Bahrein agli Emirati Arabi Uniti, dallo Yemen al più recente Sultanato dell'ʿOman.

## Lingue
In tutti gli stati la lingua ufficiale è l'arabo, ma c'è de facto un bilinguismo con l'inglese, essendo stata la lingua ufficiale di sei dei sette stati della penisola fino al 1971 (resta fuori l'Arabia Saudita) e tuttora utilizzata in tutti i paesi, Arabia Saudita compresa, per traslitterare l'arabo in tutti gli ambiti, inclusi i cartelli stradali. Viene inoltre insegnato nelle scuole come lingua obbligatoria.